# Molophilus niveicinctus
Molophilus niveicinctus là một loài ruồi trong họ Limoniidae. Chúng phân bố ở miền Australasia.